# C6orf15
C6orf15 (англ. Chromosome 6 open reading frame 15) – білок, який кодується однойменним геном, розташованим у людей на 6-й хромосомі. Довжина поліпептидного ланцюга білка становить 325 амінокислот, а молекулярна маса — 34 195.
| 10         |  | 20         |  | 30         |  | 40         |  | 50         |
| ---------- |  | ---------- |  | ---------- |  | ---------- |  | ---------- |
| MQGRVAGSCA |  | PLGLLLVCLH |  | LPGLFARSIG |  | VVEEKVSQNL |  | GTNLPQLGQP |
| SSTGPSNSEH |  | PQPALDPRSN |  | DLARVPLKLS |  | VPASDGFPPA |  | GGSAVQRWPP |
| SWGLPAMDSW |  | PPEDPWQMMA |  | AAAEDRLGEA |  | LPEELSYLSS |  | AAALAPGSGP |
| LPGESSPDAT |  | GLSPKASLLH |  | QDSESRRLPR |  | SNSLGAGGKI |  | LSQRPPWSLI |
| HRVLPDHPWG |  | TLNPSVSWGG |  | GGPGTGWGTR |  | PMPHPEGIWG |  | INNQPPGTSW |
| GNINRYPGGS |  | WGNINRYPGG |  | SWGNINRYPG |  | GSWGNIHLYP |  | GINNPFPPGV |
| LRPPGSSWNI |  | PAGFPNPPSP |  | RLQWG      |  |            |  |            |

A: Аланін

C: Цистеїн

D: Аспарагінова кислота

E: Глутамінова кислота

F: Фенілаланін

G: Гліцин

H: Гістидин

I: Ізолейцин

K: Лізин

L: Лейцин

M: Метіонін

N: Аспарагін

P: Пролін

Q: Глутамін

R: Аргінін

S: Серин

T: Треонін

V: Валін

W: Триптофан

Локалізований у позаклітинному матриксі.
Також секретований назовні.